# Hydnophytum sumatranum
Hydnophytum sumatranum är en måreväxtart som beskrevs av Odoardo Beccari. Hydnophytum sumatranum ingår i släktet Hydnophytum och familjen måreväxter.
Artens utbredningsområde är Sumatera. Inga underarter finns listade i Catalogue of Life.